# De Dion-Bouton Type AD
Der De Dion-Bouton Type AD ist ein Pkw-Modell aus der Anfangszeit des 20. Jahrhunderts. Hersteller war De Dion-Bouton aus Frankreich.

## Beschreibung
Die Zulassung durch die nationale Zulassungsbehörde erfolgte am 1. Dezember 1904. Es war das erste Modell dieses Herstellers mit einem Vierzylindermotor und hatte keinen Vorgänger.
Der Motor hat 90 mm Bohrung, 100 mm Hub und 2545 cm³ Hubraum. Er war damals in Frankreich mit 15 Cheval fiscal (Steuer-PS) eingestuft. Er ist vorne im Fahrgestell montiert und treibt über ein Dreiganggetriebe und eine Kardanwelle die Hinterräder an. Der Wasserkühler befindet sich unterhalb der Motorhaube vor der Vorderachse. Die Hinterachse ist eine De-Dion-Achse.
Die Basis bildet ein Pressstahlrahmen. Der Radstand beträgt wahlweise 2571 mm oder 3030 mm und die Spurweite 1369 mm. Für den langen Radstand ist eine Fahrzeuglänge von 4095 mm bekannt.
Bekannt sind Aufbauten als Doppelphaeton und Limousine.
Das Modell wurde 13 Monate lang produziert. Nachfolger wurde der Type AO, der am 13. Januar 1906 seine Zulassung erhielt.
Ein erhaltenes Fahrzeug von 1904 wurde 2010 für 280.000 Pfund Sterling versteigert.